# Torre de l'Ermita (Cambrils)
La Torre de l'Ermita, –també anomenada Torre del Santuari del Camí o Torre del Carme– és una antiga torre de defensa a Cambrils (Baix Camp). D'origen medieval, està situada al costat de l'ermita de la Mare de Déu del Camí, a prop del traçat de l'antiga Via Augusta romana que en aquest sector coincideix amb la carretera nacional de València.
La data de construcció de la torre se situa generalment al segle xiv, però pot tenir un origen més antic. Ramon Berenguer IV va donar el lloc «appellat Ca(m)brils» a Ponç de Regomir el 3 de setembre del 1152, amb la condició que «facis allí una torre i fortalesa on millor eligeixis». No hi ha cap altre document que esmenti l'existència concreta de la torre fins al segle xiv. Dins el paredat, com a material reaprofitat de construcció, es poden veure diversos fragments de tègules romanes i de molins de mà prehistòrics.
És una edificació de planta rectangular 7 × 10.5 metres amb parets amples i reforçades amb carreus encoixinats en els angles, coronada amb merlets i amb petites obertures. Disposa de planta baixa, dos pisos i una terrassa.
La situació estratègica en va fer un dels punts clau de la defensa de la població. A partir del segle xviii amb la construcció adjacent de l'ermita passa dependre de les diferents comunitats religioses que al llarg dels anys van ocupar l'ermita. Durant el segle xix, per la seva altura va ser utilitzada com a centre de transmissió de senyals telegràfics i visuals. Durant el segle xx va quedar en un estat de total abandonament fins que a mitjan anys setanta l'ajuntament va iniciar la seva recuperació. Posteriorment, el Centre d'Estudis va dur a terme obres de restauració per tal de consolidar l'edificació i fer-ne el primer museu de Cambrils.

## Museu
L'edifici es va incloure a l'acord entre l'Ajuntament de Cambrils i el Centre d'Estudis pel qual s'incorporava al Museu d'Història de Cambrils des de 1996. El febrer de 2010 va començar l'obra de restauració.
Actualment s'hi pot visitar l'exposició permanent «Un lloc anomenat Cambrils» que aplega documentació i fotografies, testimonis de la importància de la vila de Cambrils en època medieval. La planta baixa serveix de sala d'exposicions temporànies.